# 黄薇属
黄薇属（学名：Heimia）是千屈菜科下的一个属，为落叶灌木植物。该属共有3种，分布于美洲。